# Mymisses
Le Mymisses sono una rock band femminile italiana formatasi a Cagliari nel 2015.

## Storia del gruppo
Le Mymisses si formano a Cagliari (Sardegna, Italia) durante l’autunno del 2015 dall’incontro di Stefania Cugia (bassista) e Marta Camba (batterista), con l'intento di creare un gruppo dalle sonorità hard rock/alternative metal. Il progetto viene proposto anche a Laura Sau (chitarrista) e Giorgia Pillai (cantante), che si uniscono per completare la formazione.
Tra il 2016 e il 2017 contano numerosi live in club e festival, come l’apertura del concerto della storica band metal Venom Inc, nel Luglio 2017 a Thiesi (SS).
Il processo di composizione dei loro pezzi inizia durante l’estate 2016. L’anno successivo la band entra in studio per registrare il loro primo album Straight On My Way, coprodotto insieme a RAW (Riccardo Atzeni Workbench), mixato e masterizzato all’Electrical Storm Studio di Piergiorgio Boi. 
Il disco, rilasciato l’8 dicembre 2017, contiene 7 brani inediti dalle sonorità hard rock/alternative metal. L’album ottiene buone recensioni sia in Italia che all’estero. Lo storico magazine musicale Rock Hard Italy definisce Straight On My Way “miglior album italiano autoprodotto del mese”.
Il 4 febbraio 2018 le Mymisses rilasciano su Youtube il videoclip ufficiale di Hard To Leave, primo singolo estratto dall’album.
A marzo 2018 la band viene scelta e chiamata dall’artista italiana di fama mondiale Laura Pausini per apparire come rock band nel videoclip del singolo Frasi A Metà, estratto dall’album Fatti Sentire. Il videoclip, in cui la band suona la canzone insieme a Laura Pausini, viene reso disponibile l'8 aprile 2018 alle ore 12 sul canale Youtube dalla Warner Music Italy e presentato da Vincenzo Mollica durante il TG1 nella serata dello stesso giorno.

Viene realizzato anche il Backstage di Frasi a metà e reso disponibile sul sito internet del quotidiano Corriere della Sera il 7 maggio 2018.
Il video ha in seguito ricevuto una candidatura ai Rockol Awards 2018 nella categoria Miglior video italiano.
Il 25 maggio 2018 esce su Youtube il secondo videoclip ufficiale della band per il brano Straight On My Way, omonimo dell’album.
Nel 2018 le Mymisses continuano lo Straight On My Way Tour, con diversi concerti in giro per il territorio regionale e nazionale, tra cui la partecipazione internazionale a giugno 2018 allo Steelowy Motorcycle di Nowa Slupia (Kielce, POLONIA) in apertura alle star del metal polacco Acid Drinkers.
Nello stesso mese la band vince il Radiolina Showcase Contest e si esibisce alla rassegna musicale Poetto Fest (Cagliari, CA), accanto ad artisti come Train To Roots e Nitro. 
Ad agosto 2018 le Mymisses partecipano al festival Terralba Extra Sound (Terralba, OR) aprendo il concerto di star internazionali come Skin (Skunk Anansie), Marky Ramone e Dub FX.
Il 15 settembre 2018 esce sul canale Youtube della band il terzo videoclip ufficiale: Be Bad, estratto dall’album Straight On My Way.
Nel 2019 proseguono il tour contando date importanti come la serata Independent Nite Fest a gennaio nello storico Rock’n’Roll di Milano e l’apertura dell’unica data in Sardegna di Pino Scotto a Marzo.
Durante questo periodo le Mymisses partecipano all’iniziativa benefico musicale Artisti Per Amelia, progetto che ha visto la creazione del brano e del video La Danza Delle Briciole insieme a tanti altri cantanti e musicisti sardi come i Tamurita, Lavinia Viscuso e le Balentes.
Nell’estate 2019 iniziano il tour regionale che le vede partecipare al Concertone presso il Parco dei Suoni (Riola Sardo, OR), condividendo il palco con Cristina Scabbia (Lacuna Coil), Eva Poles (Prozac +), Andrea Fumagalli (Bluvertigo) e i Rezophonic.
A ottobre 2019 rilasciano il singolo e videoclip Later’s too Late, brano incentrato su tematiche di denuncia ambientale e sociale e che vede il patrocinio del WWF Italia. 
La canzone vuole essere una chiamata all’azione indirizzata a tutte le persone che hanno ancora la speranza di salvare il pianeta, ormai giunto quasi all’autodistruzione e al deterioramento a causa di problematiche sociali, politiche e ambientali trascurate. Testo e videoclip sono ricchi di riferimenti a temi come la povertà, il razzismo, l’omofobia, la corruzione dei poteri forti, la violenza, l’inquinamento e il riscaldamento globale.

## Discografia

### Album
- 2017 - Straight On My Way

### Singoli
- 2019 - Later's Too Late

## Formazione
- Giorgia Pillai: voce
- Laura Sau: chitarra
- Stefania Cugia: basso
- Marta Camba: batteria